# 小山バスストップ
小山バスストップ（おやまバスストップ）は、静岡県駿東郡小山町の東名高速道路本線上にあるバス停留所である。東名小山（とうめいおやま）とも言う。
東名ハイウェイバスの急行便と小田急ハイウェイバスの特急便が全便停車する。
足柄BS付近から山北BS付近にかけて、東名高速道路は上下分離線となるため、その区間にある小山BSは上下線で全く違う位置にバス停留所がある。
そのため、下り線は左ルートのみに停留所があり、右ルートには左ルート閉鎖時にのみ解放される仮停留所がある。なお右ルートにも付け替え以前に上り用の同バスストップとして使用されていた用地および施設跡（バスストップ入口の鉄枠など）が残っているが、現在は進入不能となっている。また、右ルートの仮停留所は旧上り線時代の本線跡に設けられたため、現在の下り線右ルート本線は旧小山バスストップ跡地に設けられている。

## 歴史
- 1969年6月10日： 開設
- 1991年3月28日： 新上り線開通に伴い、上り停留所を現在地に移設。旧上り線（現下り線右ルート）の停留所を廃止

## 停車する路線
- JR東名ハイウェイバス 急行便（東京 - 御殿場 - 静岡）
- 小田急ハイウェイバス （新宿 - 御殿場 - 箱根）
- 羽田空港・横浜駅 - 御殿場・箱根(小田急ハイウェイバス、京浜急行バス共同運行)

## 隣接のバス停等

### 至近のIC・BS等
- 足柄BS - 小山BS - 鮎沢PA - 山北BS

### 停車するBS
- 足柄BS - 小山BS- 山北BS

## 乗り換え
- JR御殿場線 駿河小山駅

## 距離
- 東京駅から93.5 km
- 新宿駅から89.9 km